# Ivo Ulich
Ivo Ulich (født 5. september 1974) er en tidligere tjekkisk fodboldspiller.

## Tjekkiets fodboldlandshold
| Tjekkiets landshold | Tjekkiets landshold | Tjekkiets landshold |
| År                  | Kmp                 | Mål                 |
| ------------------- | ------------------- | ------------------- |
| 1997                | 3                   | 0                   |
| 1998                | 2                   | 0                   |
| 1999                | 1                   | 0                   |
| 2000                | 2                   | 1                   |
| Total               | 8                   | 1                   |